# Colby Award
Der William E. Colby Award (kurz: Colby Award) ist ein seit 1999 jährlich durch die Chicagoer Tawani Foundation, deren Präsidentin Colonel (Ret.) Jennifer N. Pritzker ist, in Zusammenarbeit mit dem Pritzker Military Museum & Library vergebener Literaturpreis. Namensgeber ist der 1996 verstorbene ehemalige Direktor der CIA William Colby. Ausgezeichnet werden größere fiktionale oder nichtfiktionale Beiträge zur Militärgeschichte, zu Geheimdienstoperationen oder Internationalen Beziehungen; nicht in Betracht kommen Selbstbewerbungen und Publikationen aus einem Selbstverlag. Verliehen wird der Preis seit 2012 während des William E. Colby Military Writers’ Symposium (Direktor: Andrew L. Knauf) an der privaten Militärhochschule Norwich University in Northfield, Vermont. Der dazugehörige Colby Circle wird durch die Militärschriftsteller Carlo D’Este und W. E. B. Griffin geleitet.

## Preisträger
- 1999: Fred Chiaventone für A Road We Do Not Know und Bill Harlow für Circle William
- 2000: B.G. Burkett und Glenna Whitley für Stolen Valor
- 2001: James Bradley und Ron Powers für Flags of Our Fathers
- 2002: Patrick K. O’Donnell für Beyond Valor und Ralph Wetterhahn für The Last Battle
- 2003: Bryan Mark Rigg für Hitler’s Jewish Soldiers
- 2004: Bing West und Ray L. Smith für The March Up und Robert L. Bateman für No Gun Ri
- 2005: Jon Meacham für Franklin and Winston: An Epic Story of an Intimate Friendship und Sid Shachnow und Jann Robbins für Hope and Honor
- 2006: Kevin J. Weddle für Lincoln’s Tragic Admiral: The Life of Samuel Francis Du Pont und Nathaniel Fick für One Bullet Away: The Making of a Marine Officer
- 2007: Ian W. Toll für Six Frigates: The Epic History of the Founding of the U.S. Navy und John A. Glusman für Conduct Under Fire: Four American Doctors and Their Fight for Life as Prisoners of the Japanese 1941–1945
- 2008: R. Alan King für Twice Armed: An American Soldier’s Battle for Hearts and Minds in Iraq
- 2009: Dexter Filkins für The Forever War und Marcus Luttrell für Lone Survivor
- 2010: Jack Jacobs und Douglas Century für If Not Now, When?
- 2011: Karl Marlantes für Matterhorn: A Novel of the Vietnam War
- 2012: Michael Franzak für A Nightmare’s Prayer
- 2013: Thomas P. McKenna für Kontum: The Battle to Save South Vietnam
- 2014: Logan Beirne für Blood of Tyrants: George Washington and the Forging of the Presidency
- 2015: Douglas V. Mastriano für Alvin York: A New Biography of the Hero of the Argonne
- 2016: Nisid Hajari für Midnight’s Furies: The Deadly Legacy of India’s Partition
- 2017: David J. Barron für Waging War: The Clash Between Presidents and Congress, 1776 to ISIS
- 2018: Steven E. Sodergren für The Army of the Potomac in the Overland & Petersburg Campaigns
- 2019: Paul Scharre für Army of None
- 2020: Adam Higginbotham für Midnight in Chernobyl: The Untold Story of the World’s Greatest Nuclear Disaster
- 2021: Mark Treanor für A Quiet Cadence: A Novel
- 2022: Wesley Morgan für The Hardest Place: The American Military Adrift in Afghanistan's Pech Valley